# Jean-Luc Kieffer
Jean-Luc Kieffer (* 17. April 1969) ist ein französischer Handball- und Torwarttrainer. Als aktiver Handballspieler war er Torwart.

## Spielerlaufbahn
Jean-Luc Kieffer lernte das Handballspielen nahe Straßburg beim Truchtersheim HC. In Branko Karabatić fand er einen Mentor. Der 1,94 m große Torwart lief für La Robertsau in der zweiten französischen Liga und für Racing Strasbourg in der ersten französischen Liga auf. Im Jahr 1996 wechselte er in die deutsche Bundesliga zu TuS Schutterwald. Nach dem Abstieg in der Saison 1996/97 gelang im folgenden Jahr der direkte Wiederaufstieg. Nachdem man in der Spielzeit 1998/99 in der Relegation den Klassenerhalt geschafft hatte, verließ Kieffer den Verein und schloss sich dem TSV Rintheim in Karlsruhe an.

## Trainerlaufbahn
Nach dem Ende seiner Spielerlaufbahn kehrte Kieffer ins Elsass zurück und wurde Torwarttrainer an der Torwartschule Pôle de Strasbourg. Seit 2019 ist er Torwarttrainer der französischen Männer-Nationalmannschaft. In dieser Zeit gewann die Auswahl die Goldmedaille bei den Olympischen Spielen 2021 in Tokio, die Silbermedaille bei der Weltmeisterschaft 2023, die Goldmedaille bei der Europameisterschaft 2024 und die Bronzemedaille bei der Weltmeisterschaft 2025.

## Privates
Jean-Luc Kieffer ist verheiratet und hat drei Kinder. Ilona und Valentin spielen professionell Handball, der jüngste Sohn in der Jugend.